# John Marriott (historien victorien)
Pour les articles homonymes, voir John Marriott.
John Marriott (né en 1944) est un historien et professeur universitaire britannique. Il est surtout connu pour ses études de l'époque victorienne et de l'East End londonien du XIXe siècle.

## Biographie
John Marriott est né en 1944.
John Marriott est professeur émérite d'histoire à l'université de Londres-Est.

## Œuvres
- (en) John Marriott, The Culture Of Labourism : The East End Between The Wars, Edinburgh University Press, 1991, 198 p. (ISBN 978-0-7486-0248-3)
- (en) John Marriott, The Metropolitan Poor : Semifactual Accounts, 1795-1910, Pickering & Chatto, 1999 (ISBN 978-1-85196-524-3)
- (en) John Marriott, The Other Empire : Metropolis, India and Progress in the Colonial Imagination, Manchester University Press, 2003, 241 p. (ISBN 978-1-280-73405-2)
- (en) John Marriott, Unknown London : Early Modernist Visions Of The Metropolis, 1815-45, Pickering & Chatto, 2006 (ISBN 978-1-85196-730-8)
- (en) John Marriott, Bhāskara Mukhopādhyāẏa et Partha Chatterjee, Britain in India, 1765-1905 : Education and colonial knowledge, Pickering & Chatto, 2006, 2400 p. (ISBN 978-1-85196-815-2, présentation en ligne)
Ensemble de 6 volumes qui compte près de 2 600 pages.
- (en) John Marriott, Beyond the Tower : a History of East London, New Haven, Yale University Press, 2011, 304 p. (ISBN 978-0-300-14880-0, présentation en ligne)
- (en) John Marriott (dir.) et Philippa Levine (dir.), The Ashgate Research Companion to Modern Imperial Histories, Ashgate Publishing, 2012, 759 p. (ISBN 978-1-4094-4590-6)
- (en) Peter Claus et John Marriott, History : An Introduction to Theory, Method, and Practice, Longman, 2012, 488 p. (ISBN 978-1-4058-1254-2)